# Acaulospora scrobiculata
Acaulospora scrobiculata är en svampart som beskrevs av Trappe 1977. Acaulospora scrobiculata ingår i släktet Acaulospora och familjen Acaulosporaceae.   Inga underarter finns listade i Catalogue of Life.